# Nilüfer Hatun
Nilüfer Hatun (Ottomaans-Turks: نیلوفر خاتون , betekenis waterlelie, overleden rond 1363 na Christus), was een vrouw van Orhan Ghazi, de tweede Ottomaanse sultan, en de moeder van Murad I, de opvolger van Orhan. Ze was de eerste vrouw van slavenoorsprong die de moeder werd van een Ottomaanse sultan.

## Biografie
De traditionele verhalen over haar afkomst, die teruggaan tot de 15e eeuw, vertellen ons dat ze de dochter was van de Byzantijnse heerser (Tekfur) van Bilecik , genaamd Holofira. Volgens bepaalde verhalen deed Orhans vader Osman een inval in Bilecik ten tijde van Holofira's huwelijk en arriveerde daar met geschenken en vermomde en verborgen soldaten. Holofira behoorde tot de buit en werd aan Orhan gegeven.
Moderne onderzoekers twijfelen echter aan dit verhaal, al geven ook zij toe dat het mogelijk gebaseerd is op echte gebeurtenissen. De twijfels zijn gebaseerd op een gebrek aan direct bewijs uit die tijd. Daarnaast is er secundair bewijs van een alternatieve oorsprong, in het bijzonder haar Ottomaanse naam Nilüfer, hetgeen waterlelie betekent in de Perzische taal.
Nilüfer Hatun Imareti, een klooster en onderkomen voor derwisjen, waar nu het Iznik Museum in İznik, in de provincie Bursa, is gevestigd, werd in 1388 door sultan Murad gebouwd ter ere van zijn moeder na haar dood. In maart 1362 stierf Orhan en Nilüfers zoon Murad I werd sultan. Nilüfer stierf rond 1363 in Bursa en ligt nog steeds begraven in het graf van Orhan, Bursa.
Het verhaal rond Nilüfer is uiterst verwarrend, waarbij bronnen en legendes haar naam toeschrijven aan verhalen die in strijd zijn met elkaar en met documentaire bronnen. De reden is waarschijnlijk dat hedendaagse en latere historici, omdat ze de moeder was van Orhans opvolger, eenvoudigweg elk feit met betrekking tot een gemalin van Orhan aan haar toeschreven, zonder na te gaan of het haar daadwerkelijk betrof of niet. Dit werd waarschijnlijk ook gedaan om de slavenmoeder van de sultan te 'veredelen', waarbij haar een adellijke afkomst werd toegeschreven, een fenomeen dat zich geregeld zou herhalen tot de tijd Hafsa Sultan, de moeder van Suleiman I.

## Zonen
Ofschoon er ook over haar nageslacht enige controverse bestaat, kunnen we met zekerheid stellen dat Nilüfer Hatun drie zonen had:
- Süleyman Pasha (1316-1357).  Als kroonprins en oudste zoon van Orhan stond hij aan het hoofd van de expansiecampagnes in Thracië. Hij stierf echter aan verwondingen opgelopen na een zware val van zijn paard en kon dus nooit sultan worden.
- Kasim Bey (gestorven in 1346).
- Murad I (1326-1389). Sultan van het Ottomaanse Rijk naar zijn vader.